# Pleurophyllum
 Pleurophyllum  Hook.f., 1844 è un genere di piante angiosperme dicotiledoni della famiglia delle Asteraceae, sottofamiglia Asteroideae, tribù Astereae (Basal grade) e sottotribù Celmisiinae.

## Etimologia
Il nome del genere "Pleurophyllum" deriva dal greco "pleuron" (pleura), che significa "costola", e "phyllon" (phyllon), che significa "foglia".
Il nome scientifico del genere è stato definito dal botanico Joseph Dalton Hooker (1817-1911) nella pubblicazione " Botany of the Antarctic Voyage ...Volume 1. Flora Antarctica" ( Bot. Antarct. Voy. I. (Fl. Antarct.). 1: 30, t. 22, 24) del 1844.

## Descrizione

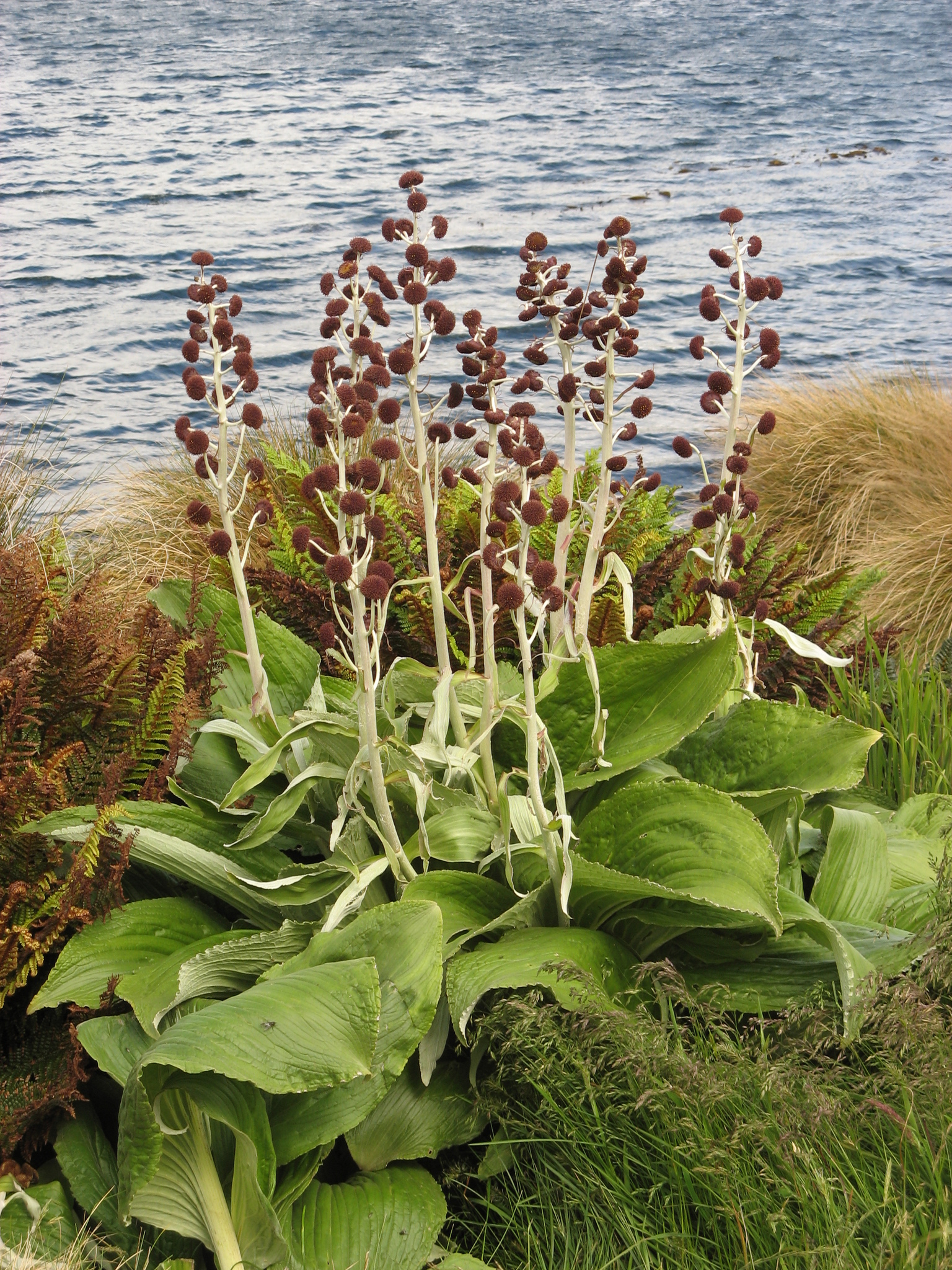
Il portamento
Pleurophyllum criniferum

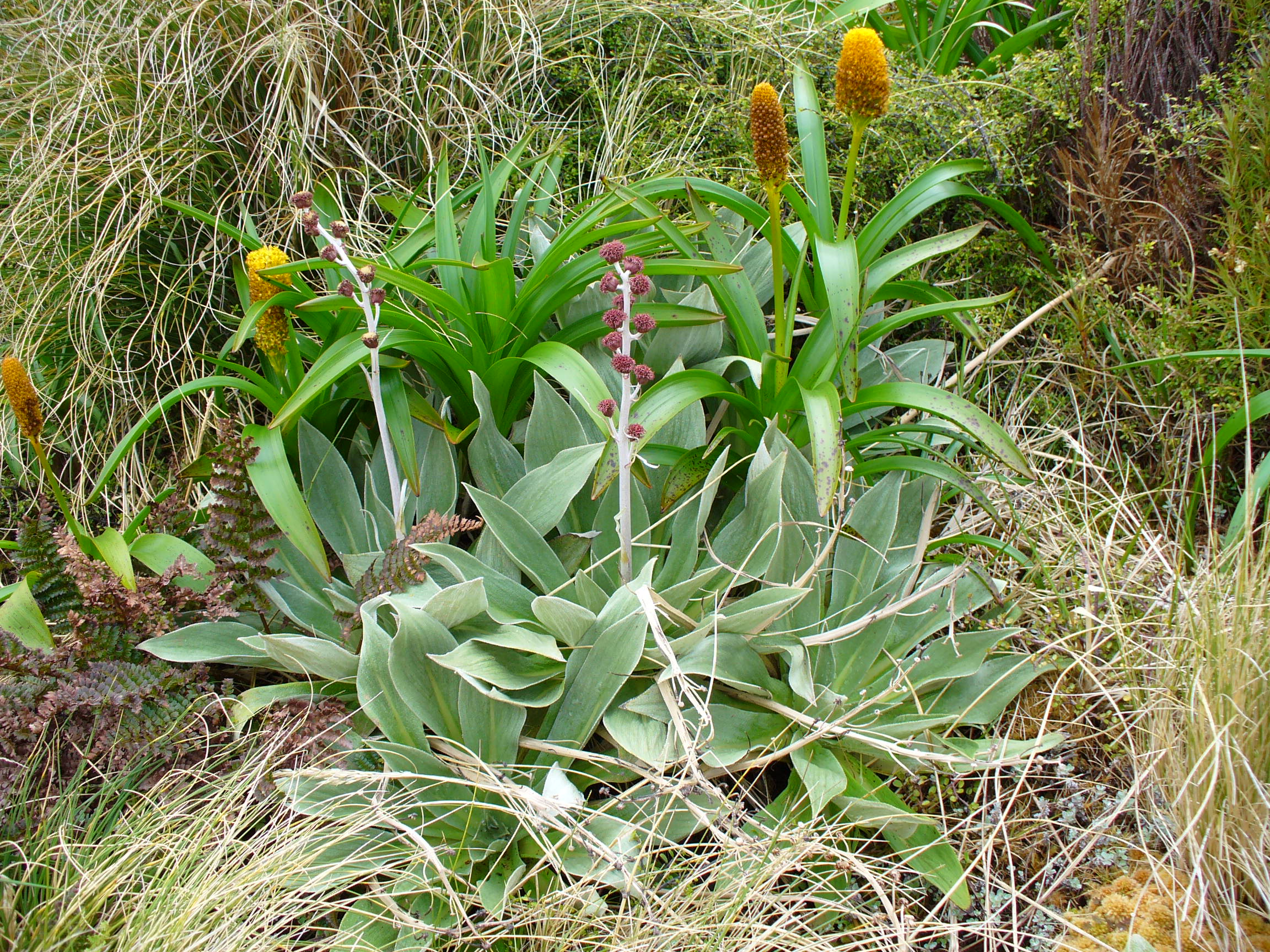
Le foglie
Pleurophyllum hookeri

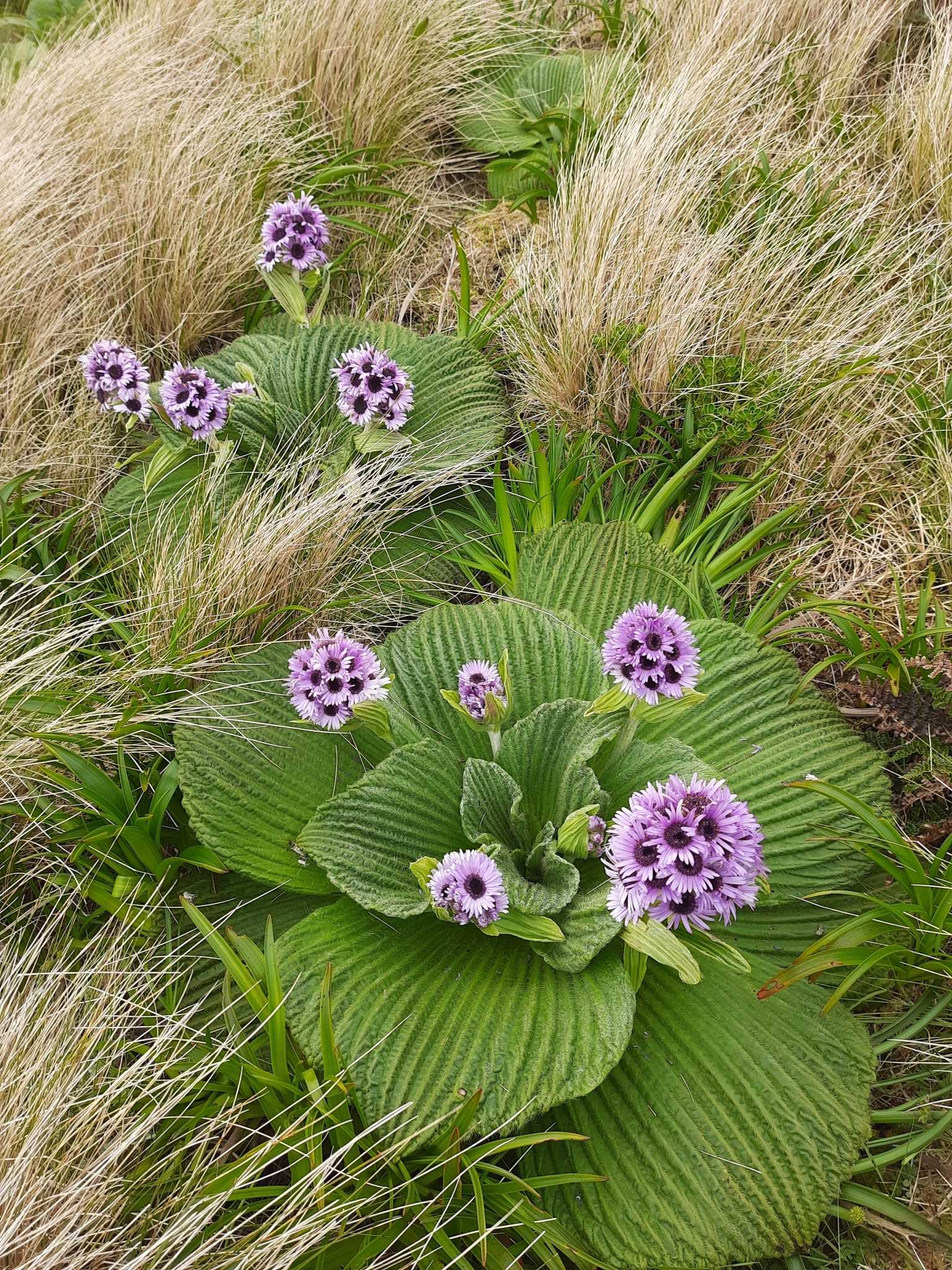
Infiorescenza
Pleurophyllum speciosum

Portamento. Le specie di questo genere hanno un habitus di tipo erbaceo perenne robusto di tipo rosulato. Tutte le piante sono ricoperte da peli sericei argentati a peli bianco-tomentosi.
Fusto. La parte aerea normalmente è eretta e semplice o poco ramosa.
Foglie. Le foglie in genere sono grandi e disposte in modo alternato e sessile. Sono presenti sia foglie basali (in rosette) che cauline (più ridotte). La lamina è semplice con forme da ampiamente ellittiche a obovate con apici subacuti; i margini sono interi o dentati. La superficie abassiale, nella maggior parte delle specie, è ricoperta da un denso tomento bianco-ferruginoso (tricomi lunghi a forma di "T" o di "Y", o lepidoto-lucenti). La consistenza varia da coriacea a subcarnosa. Sono presenti da 30 a 40 venature parallele. Le foglie cauline hanno forme strettamente ellittiche con 5 - 9 venature.
Infiorescenza. Le sinflorescenze sono sia scapose (capolini solitari) che composte da alcuni capolini in formazioni racemose. Le infiorescenze vere e proprie sono composte da un capolino terminale peduncolato di tipo radiato (raramente discoidale o disciforme). I capolini sono formati da un involucro, con forme emisferiche-depresse, composto da diverse brattee, al cui interno un ricettacolo fa da base ai fiori di due tipi: fiori del raggio e fiori del disco. Le brattee, con forme lineari-lanceolate e a consistenza erbacea, sono disposte in modo più o meno embricato su 2 - 3 serie. Il ricettacolo, alveolato, in genere è nudo ossia senza pagliette a protezione della base dei fiori; la forma è piatta.
Fiori.  I fiori sono tetra-ciclici (formati cioè da 4 verticilli: calice – corolla – androceo – gineceo) e pentameri (calice e corolla formati da 5 elementi). Si distinguono in:
- fiori del raggio (esterni): da 15 a 30 per capolino sono femminili e sono disposti su 1 - 3 serie; la forma è ligulata (zigomorfa); a volte sono presenti degli staminoidi;
- fiori del disco (centrali): sono più numerosi (60 per capolino) con forme brevemente tubulose (attinomorfe); sono ermafroditi o (raramente) funzionalmente maschili.

- Formula fiorale:

*/x K {\displaystyle \infty }, [C (5), A (5)], G 2 (infero), achenio
- Calice: i sepali del calice sono ridotti ad una coroncina di squame.

- Corolla: 
  - fiori del raggio: la forma della corolla alla base è più o meno tubulosa-imbutiforme, mentre all'apice è trilobata o profondamente tripartita; il colore varia da bianco a porpora;
  - fiori del disco: la forma è tubulare con lembo (parte terminale della corolla) campanulato terminante in 4 - 5 lobi; i lobi, patenti, hanno una forma lungamente ovata e sono ricurvi; il colore è porpora.

- Androceo: l'androceo è formato da 5 stami sorretti da filamenti generalmente liberi; gli stami sono connati e formano un manicotto circondante lo stilo; le teche (produttrici del polline) alla base sono caudate; le appendici apicali delle antere sono vistose; il tessuto endoteciale (rivestimento interno dell'antera) è quasi sempre polarizzato (con due superfici distinte: una verso l'esterno e una verso l'interno). Il polline è sferico con un diametro medio di circa 25 micron;  è tricolporato (con tre aperture sia di tipo a fessura che tipo isodiametrica o poro) ed è echinato (con punte sporgenti).[11][14]

- Gineceo: l'ovario è infero uniloculare formato da 2 carpelli.[7] Lo stilo (il recettore del polline) è profondamente bifido (con due stigmi divergenti) e con le linee stigmatiche marginali separate.[15] I due bracci dello stilo hanno una forma deltoide e possono essere papillosi o ricoperti da ciuffi di peli. Lo stilo dei fiori del raggio è supinato.

Frutti. I frutti sono degli acheni con pappo; in alcune specie è presente un certo dimorfismo (gli acheni dei fiori del raggio differiscono dagli acheni dei fiori del disco);
- achenio: gli acheni, con forme elongate-compresse (fiori del raggio) o subquadrate (fiori del disco), hanno alcune coste laterali densamente setolose; la parete dell'achenio è formata da celle contenenti rafidi ma prive di fitomelanina; il carpoforo normalmente è anulare; le setole con punte a forma di ancora non sono presenti;
- pappo: il pappo è formato da 2 - 3 serie di setole scabre o subpiumose.

## Biologia
Impollinazione: l'impollinazione avviene tramite insetti (impollinazione entomogama tramite farfalle diurne e notturne).

Riproduzione: la fecondazione avviene fondamentalmente tramite l'impollinazione dei fiori (vedi sopra).

Dispersione: i semi (gli acheni) cadendo a terra sono successivamente dispersi soprattutto da insetti tipo formiche (disseminazione mirmecoria). In questo tipo di piante avviene anche un altro tipo di dispersione: zoocoria. Infatti gli uncini delle brattee dell'involucro (se presenti) si agganciano ai peli degli animali di passaggio disperdendo così anche su lunghe distanze i semi della pianta. Inoltre per merito del pappo il vento può trasportare i semi anche a distanza di alcuni chilometri (disseminazione anemocora).

## Distribuzione e habitat
Le specie di questo genere sono distribuite nelle isole Antipodes e Macquarie (a sud della Nuova Zelanda).

## Sistematica
La famiglia di appartenenza di questa voce (Asteraceae o Compositae, nomen conservandum) probabilmente originaria del Sud America, è la più numerosa del mondo vegetale, comprende oltre 23.000 specie distribuite su 1.535 generi, oppure 22.750 specie e 1.530 generi secondo altre fonti (una delle checklist più aggiornata elenca fino a 1.679 generi). La famiglia attualmente (2021) è divisa in 16 sottofamiglie; la sottofamiglia Asteroideae è una di queste e rappresenta l'evoluzione più recente di tutta la famiglia.

### Filogenesi
La tribù Astereae (una delle 21 tribù della sottofamiglia Asteroideae) comprende circa 40 sottotribù. In base alle ultime ricerche nella tribù sono stati individuati (provvisoriamente) 5 principali lignaggi:
- Basal grade: include alcuni generi isolati, il gruppo "South American-Oceania",  alcune sottotribù africane e il gruppo dei generi legnosi del Madagascar.
- Bellis lineage: comprende le sottotribù eurasiatiche e una sottotribù africana.
- Aster lineage: include i generi asiatici di Asterinae e i principali gruppi dell'Australia e dell'Oceania.
- Baccharis lineage: include alcuni gruppi sudamericani.
- North American lineage: include la vasta gamma di sottotribù del Nordamerica, Messico e alcuni gruppi distribuiti nel Sudamerica.

Il genere  Pleurophyllum (insieme alla sottotribù Celmisiinae) è incluso nel lignaggio "Basal grade". In particolare fa parte del sottogruppo relativo agli areali dell'Oceania.
Il genere di questa voce, insieme ai generi Macrolearia e Damnamenia è a capo del clade "Pleurophyllum " (uno dei due cladi in cui è suddivisa la sottotribù Celmisiinae ). Questo clade è definito dalle corolle dei fiori del disco ciatiforme (a forma di coppa) e colorate dal viola al rosso scuro (carattere assente negli altri membri delle Celmisiinae). Altre caratteristiche significative del clade sono: la particolare forma di crescita (piccolo-arboreo), la presenza di specifici tricomi nelle foglie e nelle corolle a disco, la morfologia dei bracci dello stilo e la presenza/assenza di staminodi e nella morfologia degli acheni.
In precedenti trattazioni questo genere è descritto all'interno della sottotribù Hinterhuberinae (ora sinonimo della sottotribù Baccharidinae).
I caratteri distintivi del genere di questa voce sono:
- il portamento di queste specie è erbaceo robusto;
- le infiorescenze sono di tipo racemoso;
- la forma delle foglie è ampia con molte venature longitudinali.

Il livello di ploidia principale è 12x (ma anche 10x, 24x, 32x, 36x e 48x).

### Elenco delle specie
Questo genere ha 3 specie:
- Pleurophyllum criniferum Hook.f.
- Pleurophyllum hookeri  Buchanan
- Pleurophyllum speciosum  Hook.f.

### Sinonimi
Sono elencati alcuni sinonimi per questa entità:
- Albinea Hombr. & Jacquinot ex Decne.